# Trent Tomlinson
Trent Tomlinson (nacido 3 de julio de 1975) es un cantautor estadounidense de música country. Después de varios intentos fallidos de encontrar un contrato de grabación, Tomlinson firmó con Lyric Street Records en 2005, con su álbum de debut Country Is My Rock, publicado a principios de 2006. Este álbum produjo tres sencillos Top 40 en la tabla de los EE. UU. Billboard Hot Country Songs: "Drunker Than Me" en el # 19, "One Wing in the Fire" en el # 11, y "Just Might Have Her Radio On" en el # 21. Un cuarto sencillo, "That's How It Still Oughta Be", fue lanzado en enero de 2009, en el Lyric Street filial Carolwood Records.

## Biografía
Tomlinson nació en Blytheville, Arkansas. Fue criado en Kennett, Misuri. Su padre es una ex estrella del basketball que estableció registros de puntuación en la Universidad de Misuri y fue conscripto por los Cleveland Cavaliers. También fue entrenador de basketball, profesor de biología, y subdirector de Kennett High School. 
En su año de escuela secundaria, Tomlinson llegó a la final de "You Can Be A Star", un show de talentos de televisión en The Nashville Network (ahora Spike TV), en la que Trent se colocó en segundo lugar. Después de numerosas ofertas cortado debido a las discográficas que se declaró en bancarrota o se han adoptado más, Tomlinson consiguió un acuerdo con Cal IV Entertainment. Algunas de sus canciones fueron grabadas por Emerson Drive y Blue County en sus respectivos álbumes debut. Asimismo, cortó lazos con Lyric Street Records, con quien más tarde firmó un contrato discográfico. El debut del sencillo de Tomlinson, "Drunker Than Me", fue lanzado a finales de 2005, seguido por su álbum Country Is My Rock. Dos sencillos adicionales también fueron lanzados desde el disco: "One Wing in the Fire" y "Just Might Have Her Radio On", la primera es una canción sobre el padre de Tomlinson. Tomlinson también coescribió el tema "Missing Missouri" en álbum de 2005 de Sara Evans, Real Fine Place, y "Why Can't I Leave Her Alone" en el álbum de George Strait del 2006, It Just Comes Natural. 
El 15 de diciembre de 2008 se anunció que Tomlinson sería el segundo artista quién firmó para la discográfica Lyric Street filial, Records Carolwood. Su cuarto sencillo, "That's How It Still Oughta Be", de su próximo álbum A Guy Like Me (para el 24 de noviembre de 2009), hizo su debut discográfico en enero de 2009. Esta canción pasó de las listas en mayo de 2009 y fue reemplazado por "Henry Cartwright Produce Stand".

## Vida personal
Tomlinson se casó con la modelo Jessica Lowman el 22 de marzo de 2008. Ellos tienen una hija, Harleigh Alexyia Tomlinson, quien nació el 14 de enero de 2008.

## Discografía

### Álbumes de estudio
| Año  | Detalles del álbum                              | Posición en listas | Posición en listas |
| Año  | Detalles del álbum                              | US Country         | US                 |
| ---- | ----------------------------------------------- | ------------------ | ------------------ |
| 2006 | Country Is My Rock - Discográfica: Lyric Street | 20                 | 95                 |

### EP
| Año  | Detalles del álbum                         |
| ---- | ------------------------------------------ |
| 2010 | A Guy Like Me - Discográfica: Lyric Street |

### Sencillos
| Año                                         | Sencillo                           | Posición en listas | Posición en listas | Álbum                |
| Año                                         | Sencillo                           | US Country         | US                 | Álbum                |
| ------------------------------------------- | ---------------------------------- | ------------------ | ------------------ | -------------------- |
| 2005                                        | "Drunker Than Me"                  | 19                 | 103                | Country Is My Rock   |
| 2006                                        | "One Wing in the Fire"             | 11                 | 90                 | Country Is My Rock   |
| 2007                                        | "Just Might Have Her Radio On"     | 21                 | 114                | Country Is My Rock   |
| 2009                                        | "That's How It Still Oughta Be"    | 34                 | —                  | A Guy Like Me        |
| 2009                                        | "Henry Cartwright's Produce Stand" | 44                 | —                  | A Guy Like Me        |
| 2009                                        | "Angels Like Her"                  | —                  | —                  | A Guy Like Me        |
| 2010                                        | "Cross My Heart"                   | —                  | —                  | Canción sin álbum    |
| 2011                                        | "Man Without a Woman"A             | 59                 |                    | When I Get On A Roll |
| "—" denota que no ha sido lanzado en listas |                                    |                    |                    |                      |

- A Sencillo actual.[5]

### Videos musicales
| Año  | Video                          | Director    |
| ---- | ------------------------------ | ----------- |
| 2005 | "Drunker Than Me"              | Trey Fanjoy |
| 2006 | "One Wing in the Fire"         | Shaun Silva |
| 2007 | "Just Might Have Her Radio On" | Steve Cook  |